# Mrzlo Polje (Chorwacja)
Mrzlo Polje – wieś w Chorwacji, w żupanii krapińsko-zagorskiej, w gminie Veliko Trgovišće. W 2011 roku liczyła 215 mieszkańców.